# Championnat du monde féminin de curling 2006
Navigation
Édition précédente Édition suivante
Le Championnat du monde féminin de curling 2006, vingt-huitième édition des championnats du monde de curling, a eu lieu du 18 au 26 mars 2006 à Grande Prairie, au Canada. Il est remporté par la Suède.